# クルス・イ・ソウザ

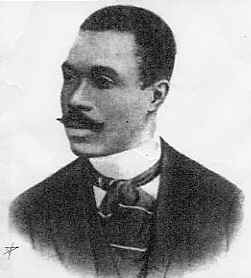
クルス・イ・ソウザ

ジョアン・ダ・クルス・イ・ソウザ（João da Cruz e Sousa、1861年11月24日 - 1898年3月19日）はブラジルの詩人。
サンタカタリーナ州フロリアノーポリスに解放奴隷の子として生まれる。生後まもなく孤児となり、父の雇い主であったデ・ソーザ将軍の養子になる。自然主義的素養と美学を修め、のちにボードレールやポルトガルの詩人の影響を受ける。結核のため36歳で夭折。
没後に評価が高まり、現在ではブラジル最大の詩人の一人で1890年代象徴主義の始まりをなすとされる。代表作は散文詩集『ミサ典書』（1893年）、詩集『円楯（まるだて）』（1893年）。